# Esmée Simirioti
Esmée Simirioti (n. 1884 – d. 10 octombrie 1982) a fost o jucătoare de tenis greacă, medaliată olimpică. A participat la o ediție a Jocurilor Olimpice (1906) în care a câștigat o medalie de aur.